# Скок (водоспад)
Скок (словац. Vodopád Skok) — водоспад на півночі Словаччини, округ Попрад, у Високих Татрах. Розташований на потоці Млиніца (словац. Mlynica), який є притокою річки Попрад.

## Назва
Назва «скок» у перекладі із словацької мови означає «стрибок». На підгаланському діалекті словацької мови скоком називають будь-який водоспад.

## Опис
Водоспад сягає 25 м заввишки. Він падає зі скелі на висоті 1789 м над рівнем моря. Територія навколо водоспаду огороджена ланцюгами для безпеки відвідувачів, адже вона складається з мокрих гранітних плит. Водоспад закритий для відвідування з 1 вересня по 15 червня. 
Найефектнішим водоспад виглядає на початку літа у червні, коли через нього протікає в середньому 880 літрів води на секунду. Наприклад у березні середній стік становить лише 53 л/с. У 1958 році під час великої повені, продуктивність водоспаду становила 30 тис. літрів на секунду. В цей час річка могла пересувати великі валуни.